# 기이우치하라역
기이우치하라역(일본어: 紀伊内原駅, きいうちはらえき)은 일본 와카야마현 히다카군 히다카정에 있는, 서일본 여객철도의 철도역이다. 기세이 본선이 지나가며, 기노쿠니 선 소속 열차들을 이용할 수 있다.

## 역 구조
상대식 2면 2선 구조의 지상역이다. 분기기나 절대신호기가 없기 때문에 정류소로 관리한다. 역사는 와카야마 방면 승강장 쪽에 있으며, 반대쪽 승강장과는 과선교로 이어져 있다. 고보역이 관리하는 간이 위탁역이다.

### 승강장
| 1 | ■ 기노쿠니 선 | 와카야마 · 덴노지 방면 |
| 2 | ■ 기노쿠니 선 | 고보 · 신구 방면       |

## 역세권 정보
- 국도 제42호선
- 히다카정사무소

## 역사
- 1929년 4월 21일 - 일본국유철도의 역으로 개업하였다.
- 1987년 4월 1일 - 민영화에 따라 서일본 여객철도의 소속이 되었다.

## 인접역
| 서일본 여객철도 기세이 본선 | 서일본 여객철도 기세이 본선 | 서일본 여객철도 기세이 본선 |
| --------------------------- | --------------------------- | --------------------------- |
| 고보 신구 방면              | ■ 기노쿠니 선 보통          | 기이유라 와카야마 방면      |